# Гера Фарнезе
Гера Фарнезе — різновид скульптури богині Гери.
Зразком такої скульптури є римська мармурова копія І століття нашої ери з грецького оригіналу другої половини V століття до нашої ери, яка нині знаходиться в Національному археологічному музеї Неаполя.
Скульптура має висоту 63 см. Це була частина колосальної акролітичної статуї, на якій зображена богиня з центральним проділом та в діадемі. Перші археологи, які побачили скульптуру, назвали його Герою через суворий стиль і неусміхнений вираз обличчя. Статуя була інтерпретована як римська копія оригіналу Поліклета.
Як частину колекції Фарнезе її в 1844 році привіз до Неаполя німецький археолог Генріх фон Брунн

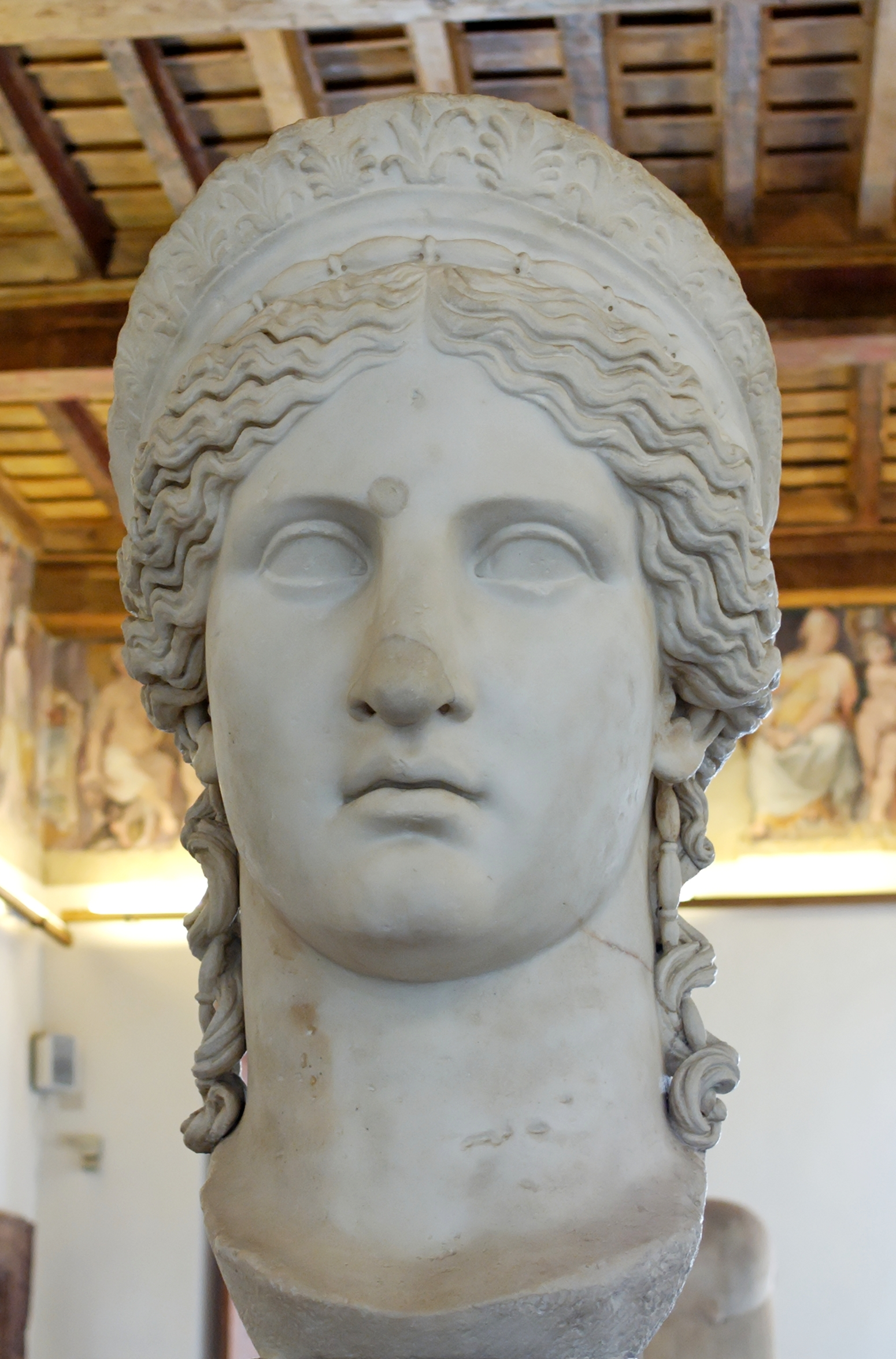
Гера Людовізі

Цю статую можна порівняти з колосальною статуєю Гери Людовізі (портрет Антонії Малої) у Палаццо Альтемпс, Рим.